# جایزه بزرگ آرژانتین ۱۹۷۷
جایزه بزرگ آرژانتین ۱۹۷۷ (انگلیسی: ‎1977 Argentine Grand Prix‎) یک مسابقهٔ موتوری در رشتهٔ اتومبیل‌رانی فرمول یک بود که در تاریخ ۹ ژانویهٔ ۱۹۷۷ در پیست اتومبیل‌رانی اسکار آلفردو گالوز واقع در بوئنوس آیرس، آرژانتین برگزار شد. این گراند پری در میان ۱۷ گراند پری در فصل ۱۹۷۷، مسابقهٔ شمارهٔ ۱ بود.
در این مسابقه که در ۵۳ دور و به مسافت ۳۰۷٫۹۳ کیلومتر (۱۹۱٫۳۳۹ مایل) برگزار شد، پول پوزیشن توسط جیمز هانت کسب شد و سریع‌ترین زمان برای طی یک دور پیست که برابر با ۱:۵۱٫۰۶ بود نیز توسط جیمز هانت به ثبت رسید.
جودی شکتر از تیم ولف-فورد، کارلوس پیس از تیم برابام-آلفا رومئو و کارلوس روتمان از تیم فراری به‌ترتیب مقام‌های اول تا سوم مسابقه را کسب کردند.

## رده‌بندی قهرمانی پس از مسابقه
| جایگاه | راننده           | امتیاز |
| ------ | ---------------- | ------ |
| ۱      | جودی شکتر        | ۹      |
| ۲      | کارلوس پیس       | ۶      |
| ۳      | کارلوس روتمان    | ۴      |
| ۴      | امرسون فیتیپالدی | ۳      |
| ۵      | ماریو اندرتی     | ۲      |
| منبع:  |                  |        |

| جایگاه | سازنده            | امتیاز |
| ------ | ----------------- | ------ |
| ۱      | ولف-فورد          | ۹      |
| ۲      | برابام-آلفا رومئو | ۶      |
| ۳      | فراری             | ۴      |
| ۴      | فیتیپالدی-فورد    | ۳      |
| ۵      | لوتوس-فورد        | ۲      |
| منبع:  |                   |        |

یادداشت
- تنها پنج جایگاه نخست از هر رده‌بندی نمایش داده شده است.